# Fulgurotherium
Фульгуротерій (Fulgurotherium) — викопний динозавр у ряду птахотазових, що жив у ранньокрейдовий час, близько 130 млн років тому на території нинішньої Австралії. Його назва означає «звір грому». На думку багатьох дослідників фульгуротерій насправді є химерою, складеною з решток кількох гіпсилофодонтів.

## Розміри
Фульгуротерій досягав 2 м завдовжки й близько 1 м заввишки. Маса тіла бл. 15 кг.

## Філогенез
Вид дуже подібний до близько пов'язаного ним гіпсилофодонта. Спочатку рештки фульгуротерія було визнано за скам'янілості теропода, а не маленького орнітопода.

## Поведінка та етологія
Невеликий рослиноїдний динозавр, можливо, мандрував зграями. Фульгуротерій жив у ті часи, коли Австралія була одним цілим з Антарктидою. Напевно, був видом, який легко зносив низькі температури, або мандрівним видом, мігруючим на північ, намагаючись уникнути полярної ночі.